# Weichselbahn
| Weichselbahn | Weichselbahn             |
| --- | ------------------------ |
| Holzschnitt von 1877 aus der Zeitung Tygodnik Illustrowany. Darstellung verschiedener Brücken und Bahnhöfe der Strecke |                          |
| Streckenlänge: | 522 km                   |
| Spurweite: | 1524 mm (Russische Spur) |
| |                          |

Als Weichselbahn (polnisch: Droga Żelazna Nadwiślańska oder Kolej Nadwiślańska) wurde im 19. und frühen 20. Jahrhundert eine Eisenbahnstrecke in Polen bezeichnet. Die in russischer Breitspur gebaute Trasse verlief von Kowel im Südosten nach Mława im Nordwesten über Warschau. Ursprünglich eine Privatbahn, wurde sie 1898 verstaatlicht. Ein Teil der Trasse ist in der heutigen Bahnstrecke Warszawa–Gdańsk aufgegangen.

## Geschichte

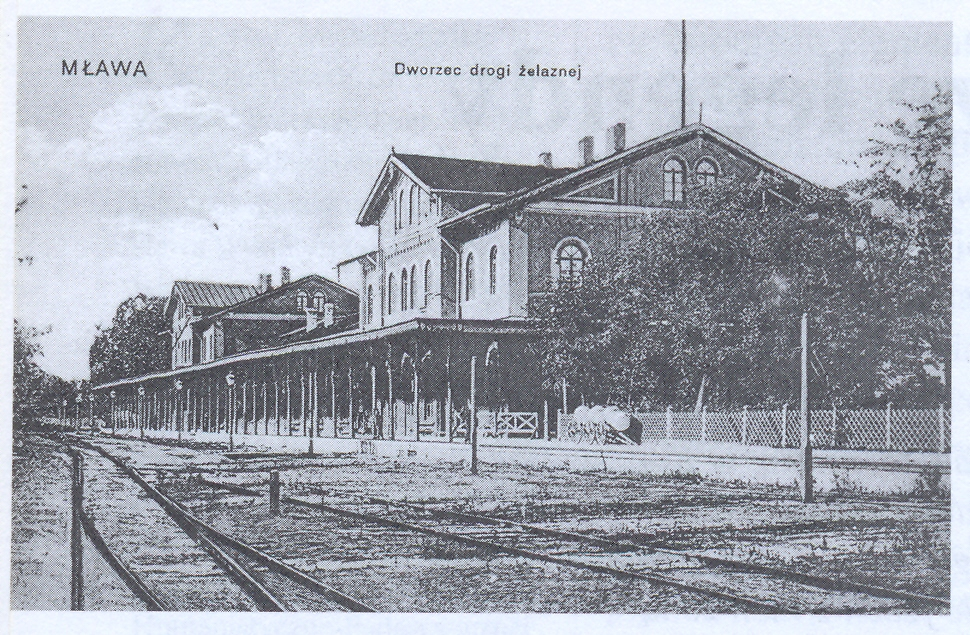
Historische Postkarte des nicht mehr existierenden hölzernen Bahnhofsgebäudes in Mława

Der noch bestehende Bahnhof in Kowel, hier auf einer Postkarte aus dem Jahr 1914

Die Strecke wurde von der Towarzystwo Drogi Żelaznej Nadwiślańskiej L. Kronenberga (dt.: Gesellschaft der Eisenbahn an der Weichsel von L. Kronenberg) gebaut und in den ersten 20 Jahren betrieben. Der Warschauer Unternehmer und Bankier Leopold Stanisław Kronenberg hatte bereits 1867 den Bau der Eisenbahnstrecke von Warschau nach Terespol finanziert. Ein Minderheitsgesellschafter des Unternehmens war ein weiterer Warschauer Bankier, Jan Bloch (1836–1902). Um 1872 entstand die Idee zum Bau der Strecke, am 22. Februar 1874 wurde die Gesellschaft gegründet und 1874 erteilte der Zar die notwendige Konzession. Die zweigleisige Bahnstrecke wurde von Ende 1874 bis 1877 gebaut, bis zu 2500 Arbeiter waren dabei beschäftigt. 181 Brücken und Viadukte mussten errichtet werden, darunter 76 Eisenbrücken. An der Strecke wurden 26 Stationen eingerichtet; die Gebäude waren aus Holz gefertigt, nur in Mława und Lublin entstanden Backsteinbauten.
Ende Juli 1877 waren die Arbeiten abgeschlossen. Am 17. August 1877 wurde die Weichselbahn in Betrieb genommen. Nach der 1845 eröffneten Warschau-Wiener Eisenbahn wurde sie die zweitwichtigste Eisenbahnverbindung in Kongresspolen. Die Strecke verband einerseits die fruchtbaren Gebiete der Ukraine von Kowel mit den Lubliner Gebieten (Chełm und Lubin) bis zur Grenze zu Preußen in Mława und wurde so eine bedeutende Handels- und Versorgungsroute. Daneben hatte sie eine wichtige militärstrategische Bedeutung für das russische Kaiserreich, da sie entlang der gedachten Frontlinie verlief und damit die wichtigsten russischen Festungen in Warschau (Zitadelle Warschau), in Modlin (Festung Nowogeorgiewsk) und im heutigen Dęblin (Festung Iwanogród) mit den Festungen in Wolhynien (Łuck, Równe und Dubno) verband. So konnten diese Festungen mit ihren großen Garnisonen versorgt werden und im Einsatzfall hätten schnell Truppen, Munition und Ausrüstung verlegt werden können. Die Bahnstrecke spielte ebenso eine bedeutende Rolle bei der Bildung und Entwicklung von Ferienorten in der Nähe von Bahnstationen.
Die Länge der Trasse zwischen Kowel und Mława betrug rund 428 Werst Werst (etwa 458 km). Eine ebenfalls gebaute Seitenstrecke von Dęblin nach Łuków hatte eine Länge von rund 60 Werst (etwa 64 km), so dass die Gesamttrasse 522 km umfasste.
Auf Sicherheit und Komfort der Reisenden wurde seit Beginn des Bahnbetriebs großen Wert gelegt. So regelten die Nutzungsvorschriften von 1877 detailliert die Rechte und Pflichten der Reisenden:

„Betrunkene Passagiere werden bei Beschwerden an der folgenden Station nach ihrem Auffälligwerden abgesetzt. Eine anteilige Rückerstattung des Fahrkartenpreises erfolgt nicht. Das Rauchen ist in Wagen und Abteilen, die für Nichtraucher bestimmt sind - selbst bei Zustimmung der anderen Passagiere - nicht gestattet. Während der Fahrt des Zuges dürfen die Fenster nicht auf beiden Seiten oder auf der Windseite geöffnet werden. Männer dürfen sich unter keinen Umständen in Frauenabteilen aufhalten.“

Im Jahr 1887 beschäftigte das Unternehmen 2364 Angestellte und Arbeiter. Das rollende Material bestand aus 36 Dampflokomotiven, 700 Güterwagen und einem Dutzend Personen- und Postwagen. Täglich verkehrten acht Züge: Ein Postzug, ein gemischter Personen- und Güterzug, vier Güterzüge und zwei Militärzüge. Die Geschwindigkeit des Personenzugs betrug 35 Werst pro Stunde (ca. 37 km/h). Die Reisezeit für den Streckenabschnitt Warschau-Lublin betrug 7 Stunden. Die Reisekosten betrugen für diese Fahrt in der 3. Klasse 2 Rubel und 4 Kopeken, in der 2. Klasse 3 Rubel und 67 Kopeken und in der 1. Klasse 4 Rubel und 89 Kopeken.
Die Konzession war 1877 für einen Zeitraum von 20 Jahren vergeben worden. Deshalb wurde die Strecke am 1. Juli 1897 verstaatlicht und von der russischen Steuerverwaltung übernommen. Die russischen Behörden entschieden zeitgleich, die Eisenbahnstrecken Warszawa–Terespol, Iwangorod–Dąbrowa, Siedlce–Modlin und Brzesko–Chełm mit der Weichselbahn zu verbinden und einer gemeinsamer Leitung zu unterstellen. 1898 erhielt das gebildete Streckennetz den Namen Nadwiślańskie Skarbowe Żelazne (russisch: Privislinskija Kazennyja Zeleznyja Dorogi, dt.: Weichsel-Staatseisenbahn). Bis 1915 kontrollierte die russische Verwaltung den Betrieb. In der Zwischenkriegszeit ging das Bahnnetz in den Besitz der staatlichen, nun polnischen Polskie Koleje Państwowe über. Der Streckenabschnitt Warszawa-Otwock war 1936 der erste, der in Polen elektrifiziert wurde.

## Verlauf

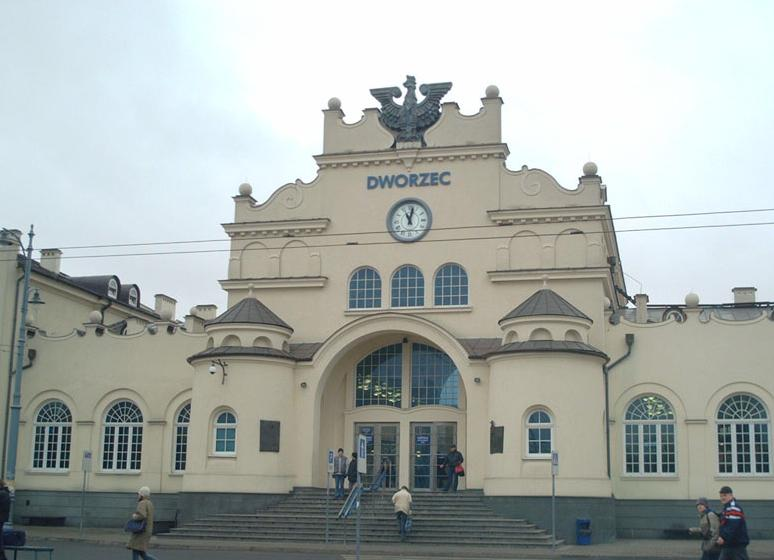
Das historische Bahnhofsgebäude in Lublin

Die Trasse verlief in Südost/Nordwest-Richtung und folgte von Puławy bis Warschau (rund 170 km) etwa dem Verlauf der Weichsel. Mit der Abzweigung Dęblin – Łukow verfügte die Strecke über 26 Stationen, darunter vier Hauptbahnhöfe – in Mława, Praga (Warschau), Lublin und Kowel.
Von Mława verlief die Strecke über die Stationen Konopki, Ciechanów, Gąsocin, Nasielsk, Nowy Dwór, Jabłonna, Praga, Otwock, Pilawa, Sobolew, Dęblin, Puławy (damals: Nowa Aleksandria), Miłocin, Lublin, Trawniki, Rejowiec, Chełm, Dorohusk, Ljuboml und Maciów nach Kowel. Von Dęblin aus wurden Łuków, Rososz und Krzywda angefahren.
Mława lag an der Grenze zu Preußen. Von hier wurde an die Marienburg-Mlawkaer Eisenbahn und damit an das preußische Eisenbahnnetz angeschlossen, wodurch auch Danzig erreichbar war. Kowel wurde Ende des 18. Jahrhunderts zu einem wichtigen Eisenbahnknoten, unter anderem konnte über die 1872 eröffnete Bahnstrecke Bahnstrecke Kowel–Kosjatyn Kiew erreicht werden. 1902 kam mit der Eröffnung der Bahnstrecke Kowel–Kiew auch eine Direktverbindung nach Kiew hinzu.

## Warschau

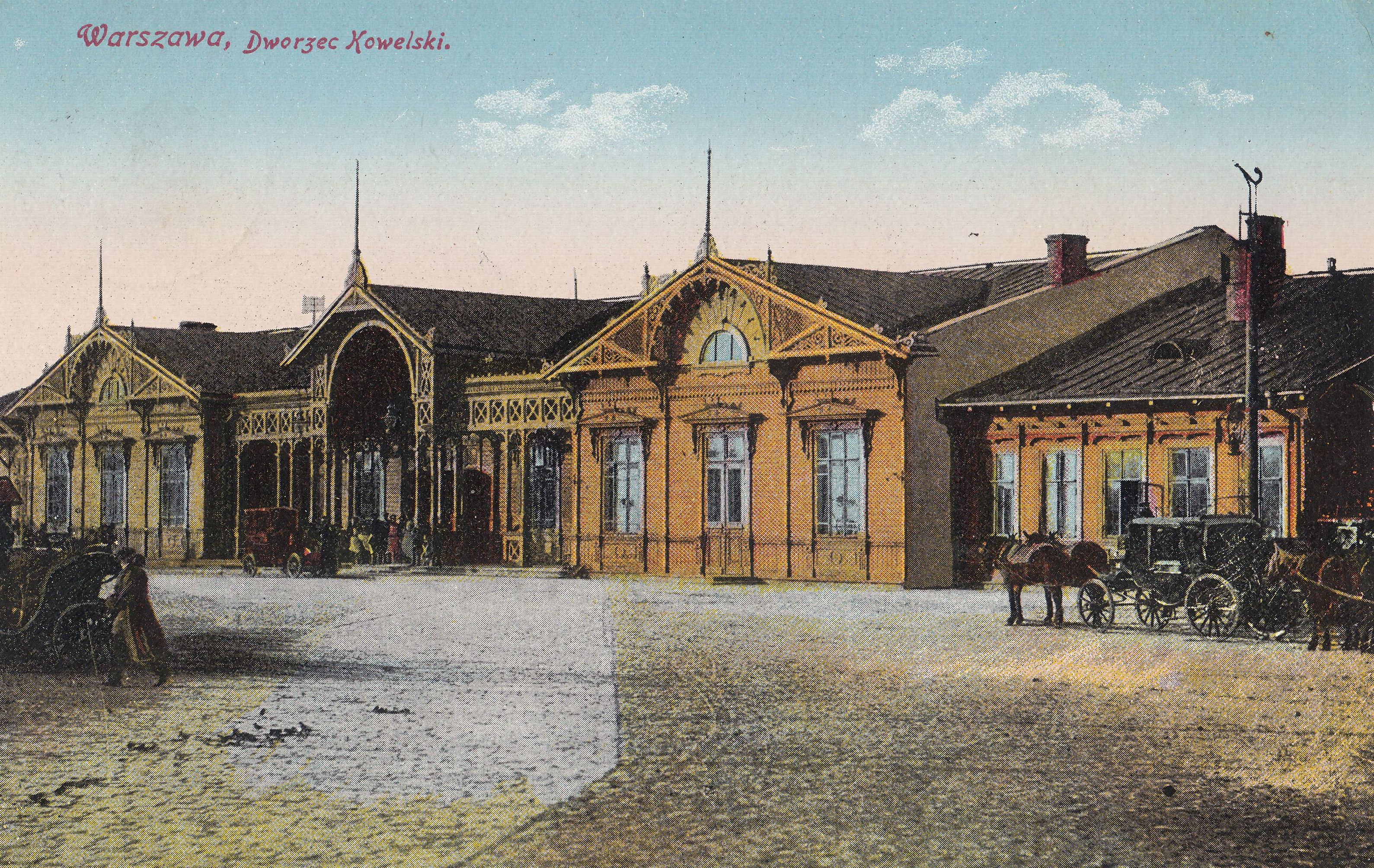
Das nicht mehr bestehende hölzerne Bahnhofsgebäude des Weichselbahn-Haupfbahnhofs im Westen Warschaus, Postkarte von 1916

Bei Warschau wurde zunächst ein Bahnhof bei der damaligen Vorstadt Praga (ostwärts der Weichsel) errichtet. Der Bahnhof Warszawa Praga befindet sich heute im Stadtbezirk Targówek (Nowy Bródno); das ursprüngliche aus Holz errichtete Empfangsgebäude existiert nicht mehr, der Bahnhof wird heute als Haltepunkt sowie als Rangierbahnhof genutzt. Über die Ringlinie Kolej Obwodowa, die die 1875 errichtete Most przy Cytadeli zum Weichselübergang nutzte, die südlich des Pragaer Bahnhofs abzweigte, konnte der im Westen des Flusses gelegene Hauptbahnhof Warschaus (Dworzec Wiedeński) erreicht werden. 1880 wurde dann an der Kolej Obwodowa (auf westlicher Flussseite) der heutige Bahnhof Warszawa Gdańska eröffnet. Er wurde zunächst als Główny Dworzec Kolei Nadwiślańskiej (dt.: Hauptbahnhof der Weichselbahn), später als Dworzec Kowelski (dt.: Kowelski-Bahnhof) bezeichnet.
Auf der Ostseite des Flusses war die Weichselbahn mit den beiden Kopfbahnhöfen Dworzec Terespolski und Dworzec Petersburski, und damit mit den Strecken der Warschau-Terespoler Eisenbahn und der Petersburg-Warschauer Eisenbahn verbunden.
Über den Bahnhof Warszawa Praga konnte in späteren Jahren auch das Nahverkehrs-Bahnsystem im Osten Warschaus erschlossen werden. So wurden in der Zwischenkriegszeit 13 Stationen und Passagierhaltestellen Warschaus bedient, darunter Wawer, Anin, Międzylesie, Radość, Miedzeszyn und Falenica.